# Skeatia cameroni
Skeatia cameroni là một loài tò vò trong họ Ichneumonidae.